# Малыхин, Фёдор Михайлович
Фёдор Миха́йлович Малы́хин (13 ноября 1990, Свердловск — 18 марта 2025, Екатеринбург) — российский хоккеист, центральный нападающий. Обладатель Кубка Гагарина 2018 года и чемпион России 2018 года в составе «Ак Барса». Мастер спорта России (2017).

## Биография

### Спортивная карьера
Воспитанник екатеринбургского «Спартаковца», тренер — Ю. Фёдоров и челябинского «Трактора», тренеры — С. Шадрин, В. Угрюмов. Занимался хоккеем с 4 лет.
Выступал за фарм-клуб «Автомобилиста», позже за молодёжную команду «Авто», в Молодежной хоккейной лиге. Стал лучшим снайпером первого сезона МХЛ 2009/10 — 42 шайбы в 54 матчах. Участник Кубка Вызова МХЛ 2010.
В 2011 году дебютировал в Континентальной хоккейной лиге в составе «Автомобилиста».
На Матче звёзд КХЛ 2014 играл за команду «Восток» (1+2).
В 2014 году перешёл из Автомобилиста в казанский «Ак Барс». «Автомобилист» получил за игрока 115 миллионов рублей.
В сезоне 2017—2018 в составе «Ак Барса» стал обладателем Кубка Гагарина и чемпионом России.
27 декабря 2019 года стал игроком московского «Спартака», контракт был подписан до 30 апреля 2020 года. Малыхин провёл 17 матчей за клуб, забросил четыре шайбы и сделал две результативные передачи. 30 апреля 2020 года покинул «Спартак».
С 2020 по 2022 год выступал за «Витязь» Подольск.
21 мая 2022 года перешёл в омский «Авангард», заключив контракт на 2 года. В составе «Авангарда» стал бронзовым призером КХЛ.
30 апреля 2023 года контракт был расторгнут. Заявлений о завершении спортивной карьеры Фёдор Малыхин не делал.
Всего сыграл 727 матчей и забил 322 гола.

### После завершения спортивной карьеры
После завершения спортивной карьеры вернулся в родной Екатеринбург. С декабря 2024 года работал заместителем директора Физкультурно-оздоровительного комплекса «Факел» по административно-хозяйственной части.

## Личная жизнь
Отец — Михаил Малыхин, бывший военнослужащий, детский хоккейный тренер.
Супруга — Анна. Состояли в отношениях с 2011 года, расписались в 2015 году. В браке трое детей, две дочери (род. 2013 и 2017) и сын Анны от первого брака. Развелись в 2020 году через череду судебных разбирательств.

## Смерть
18 марта 2025 года тело Малыхина было обнаружено отцом в его квартире. До этого он не выходил на связь с родными и коллегами. Установлено, что Фёдор Малыхин скончался от сердечной недостаточности и внезапной сердечной смерти.
Похоронен 21 марта на Широкореченском кладбище Екатеринбурга.

## Статистика
| Легенда | Легенда                    | Легенда | Легенда                   | Легенда | Легенда    |
| ------- | -------------------------- | ------- | ------------------------- | ------- | ---------- |
| И       | Количество проведённых игр | Штр     | Штрафное время            | +/−     | Плюс-минус |
| Г       | Голы                       | П       | Голевые передачи          | О       | Очки       |
| -       | Статистика неизвестна      | —       | Статистика не учитывалась |         |            |

### Клубная карьера
- a В этом сезоне в «Плей-офф» учитывается статистика игрока в Кубке Надежды.